# Optima Signature

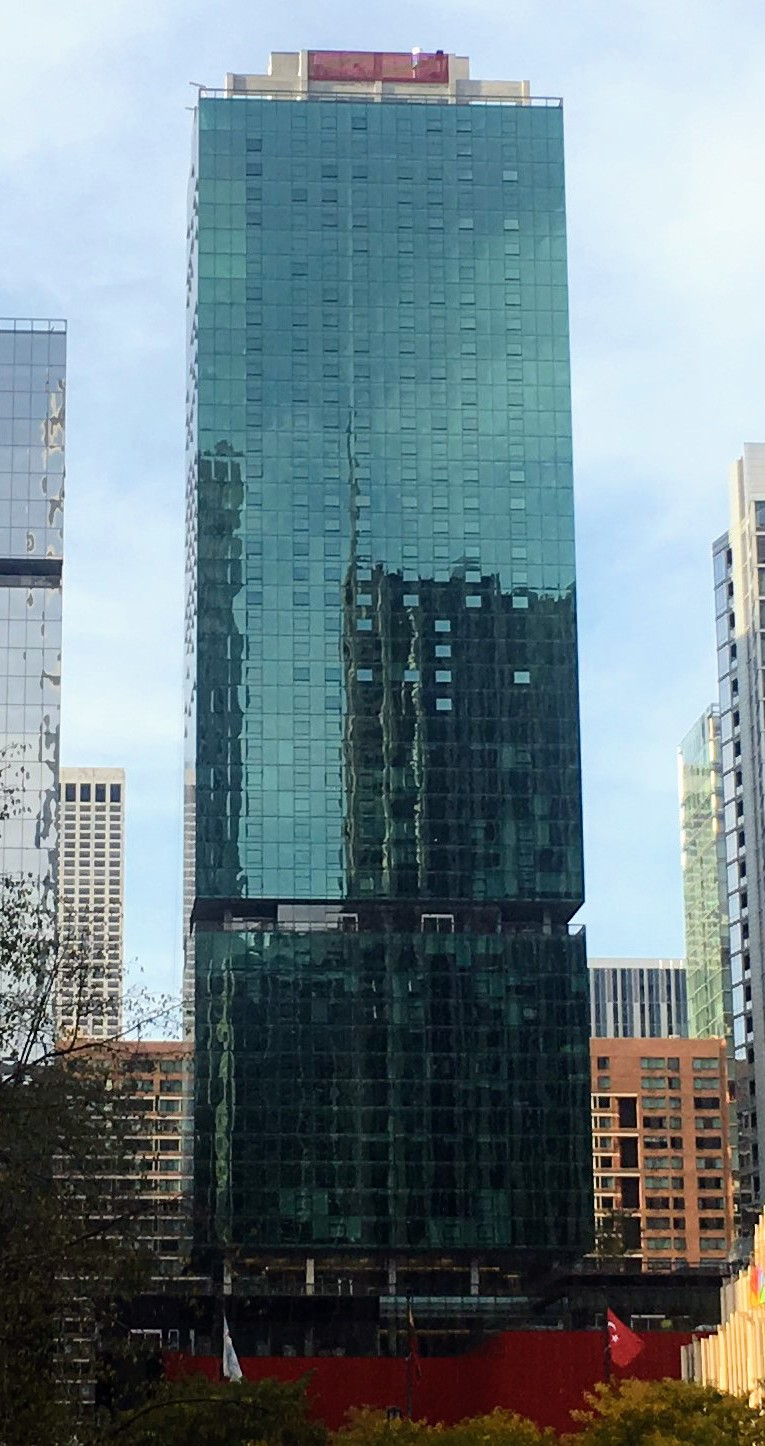
Optima Signature.

L'Optima Signature est un gratte-ciel résidentiel de la ville de Chicago situé au 220 East Illinois Street dans le quartier de Streeterville. D'une hauteur de 179 mètres, le bâtiment comporte 57 étages et a été construit entre 2015 et 2017.